# Sven Backlund (tidningsman)
Sven Gustaf Mauritz Backlund, född 29 november 1889 i Jönköping, död 13 juni 1953 i Hosjö församlingi Vika landskommun, var en svensk tidningsman och författare.

## Biografi
Sven Backlund var son till rektorn Victor Backlund och Valborg Fröberg. Efter examen från Jönköpings högre allmänna läroverk studerade Backlund vid Uppsala universitet där han avlade filosofie kandidatexamen 1910. Därefter tjänstgjorde han som lärare vid Ystads högre allmänna läroverk 1910–1913. Därefter började han istället att ägna sig åt journalistisk verksamhet och var medarbetare 1910–1913 vid Svenska Notisbyrån, riksdagsreferent för Svenska Telegrambyrån 1914 och året därpå fick han anställning vid Social-Demokraten, där han från 1916 och till första världskrigets slut var tidningens utrikesredaktör. Han var 1919–1921 korrespondent i Frankrike för svenska arbetarpressen och från 1922 utrikesredaktör i Ny Tid.
Backlund verkade på 1930-talet som tolk och internationell expert i LO och suppleant i Internationella arbetsrådet och engagerad i Nationernas förbunds nedrustningssträvanden. Han var medgrundare av och lärare vid Nordiska folkhögskolan i Genève och var även aktiv inom Hyresgästföreningen i Göteborg.
Sven Backlund är far till diplomaten Sven Backlund.